# Єспер Ліндгрен
Єспер Ліндгрен (швед. Jesper Lindgren; 19 травня 1997, м. Умео, Швеція) — шведський хокеїст, захисник. Виступає за Б'єрклевен у Гокейаллсвенскан.
Вихованець хокейної школи СК «Тегс». Виступав за МОДО (Ерншельдсвік).
В чемпіонатах Швеції — 4 матчі (0+1).
У складі юніорської збірної Швеції учасник чемпіонату світу 2015. 